# إيمانويل ديلا روسا
إيمانويل ديلا روسا (بالإيطالية: Emanuele Della Rosa)‏ مواليد 21 فبراير 1980 في روما، هو ملاكم محترف إيطالي.

## إحصائيات
خاض خلال مسيرته 35 نزالا، فاز في 33 وخسر في 2. فاز بالضربة القاضية في 9 نزالات.

## روابط خارجية
- إيمانويل ديلا روسا على موقع بوكس ريك (الإنجليزية) (registration required)